# Lena Horne
Lena Mary Calhoun Horne, född 30 juni 1917 i Bedford-Stuyvesant i Brooklyn i New York, död 9 maj 2010 på Manhattan i New York, var en amerikansk sångerska, skådespelare och medborgarrättsaktivist. Horne medverkade i filmer som Stormy Weather (1943), Soldatflamman (1943), Svart extas (1943), Ziegfeld Follies (1946), Efter regn kommer solsken (1946) och The Wiz (1978).

## Biografi

### Tidiga år och genombrott
Horne föddes i Brooklyn i New York och växte upp med sin frånskilda mor, som var skådespelare. Hon tillbringade en stor del av barndomen med att följa med modern på turnéer eller bo hos släktingar.
Horne hoppade av skolan som sextonåring för att sjunga i kören på den berömda Cotton Club i Harlem. Hon blev så småningom en populär jazz- och balladsångerska i nattklubbskretsar.

### Karriär
Lena Horne blev den första svarta underhållare som skrev ett långtidskontrakt med ett större filmbolag (MGM). Hon medverkade i cirka 20 filmer, däribland Stormy Weather, Soldatflamman och Svart extas, alla från 1943, samt ytterligare ett antal storfilmer de närmsta åren. Men på grund av sin hudfärg fick hon aldrig någon huvudroll trots att i princip samtliga filmer var musikfilmer och hon var en erkänd sångerska. En film med en svart huvudrollsinnehavare var på grund av raslagarna omöjlig att visa i sydstaterna utan redigering, vilket inte var möjligt om inte skådespelaren/sångerskan hade en för filmens handling fristående roll.
I början på 1950-talet blev Horne svartlistad av såväl film som TV, vilket sannolikt berodde på hennes nära vänskap med medborgarrättsaktivisten och socialisten Paul Robeson.
Hon återvände till filmen 1969, efter en lång bortavaro, och gjorde sin första dramatiska roll mot Richard Widmark i En handfull bly för sheriffen.

### Aktivism
Hornes farmor, en aktivist och suffragett, skrev in henne som medlem i National Association for the Advancement of Colored People (NAACP) när hon var två år gammal.
Horne hade själv erfarenhet av rasism och segregation, och var engagerad i medborgarrättsrörelsen. Under andra världskriget vägrade hon uppträda för en segregerad publik, eller för åhörare där tyska krigsfångar var placerade framför afroamerikanska trupper. Hon deltog i demonstrationer arrangerade av NAACP med Medgar Evers, och deltog i Marschen till Washington för arbete och frihet 1963, hon talade och uppträdde för NAACP, Student Nonviolent Coordinating Committee (SNCC) och National Council of Negro Women, och arbetade tillsammans med Eleanor Rosevelt för att driva igenom lagar mot lynchning. 1983 fick Horne Spingarnmedaljen av NAACP.

### Privatliv
Hon gifte sig med Louis Jordan Jones i januari 1937. Paret fick två barn innan de separerade 1940, och skilde sig 1944.
År 1947 gifte sig Horne med Lennie Hayton, de separerade under början av 1960-talet men skilde sig aldrig.

## Filmografi
- 1938 – The Duke Is Tops
- 1942 – Tjuserskan från Panama
- 1943 – Stormy Weather
- 1943 – Soldatflamman
- 1943 – Svart extas
- 1944 – Tre hjärtan i otakt
- 1944 – Boogie-Woogie Dream

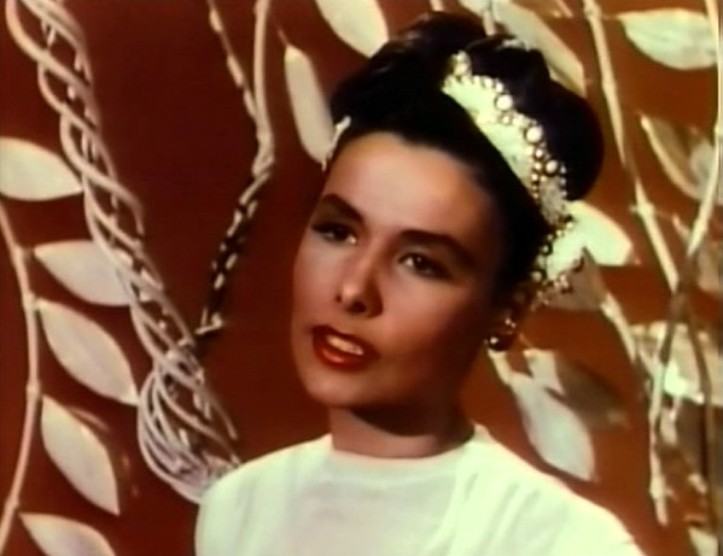
Horne i Efter regn kommer solsken (1946).

- 1946 – Efter regn kommer solsken
- 1946 – Ziegfeld Follies
- 1948 – I mitt hjärta det sjunger
- 1950 – Ur vattnet i elden
- 1969 – En handfull bly för sheriffen
- 1978 – The Wiz